# Pilum pilum
Pilum pilum är en hakmaskart som beskrevs av Williams 1976. Pilum pilum ingår i släktet Pilum och familjen Echinorhynchidae. Inga underarter finns listade i Catalogue of Life.